# Taylor Kinney

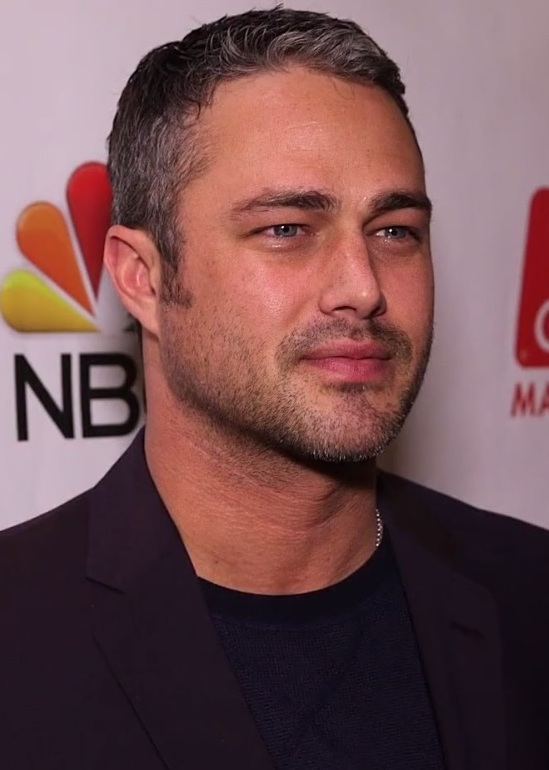
Taylor Kinney

Taylor Kinney (* 15. Juli 1981 in Lancaster, Pennsylvania) ist ein US-amerikanischer Schauspieler.

## Leben
Taylor Kinney wuchs in Neffsville im US-Bundesstaat Pennsylvania zusammen mit seinen drei Brüdern auf. Bis 2000 besuchte er die Lancaster Mennonite School, ehe er an der West Virginia University ein Studium in Unternehmensführung begann. Er brach das Studium jedoch im ersten Jahr ab und zog nach Hawaii.
Kinney trat zunächst auf Theaterbühnen auf, darunter in den Stücken Fallout und A Streetcar Named Desire. 2006 hatte er in einer kleinen Rolle in White Air seinen ersten Filmauftritt. 2011 trat er in dem Musikvideo Yoü and I von Lady Gaga auf. Sie wurden ein Paar und verlobten sich im Februar 2015. Mitte 2016 trennten sie sich.

## Filmografie (Auswahl)
Film
- 2006: White Air
- 2011: Five (Fernsehfilm)
- 2012: Zero Dark Thirty
- 2014: Die Schadenfreundinnen (The Other Woman)
- 2015: Rock the Kasbah
- 2016: The Forest
- 2018: Im Hier und Jetzt – Der beste Tag meines Lebens (Here and Now)

Serien
- 2006: Fashion House (35 Episoden)
- 2007: What About Brian (Episode 2x18)
- 2007: Bones – Die Knochenjägerin (Bones, Episode 3x11)
- 2009–2010: Trauma (18 Episoden)
- 2010–2011: Vampire Diaries (The Vampire Diaries, 9 Episoden)
- 2011: CSI: NY (Episode 7x18)
- 2011: Rizzoli & Isles (Episode 2x05)
- 2012: Shameless (2 Episoden)
- 2012: Castle (Episode 4x17)
- seit 2012: Chicago Fire
- seit 2014: Chicago P.D.
- seit 2015: Chicago Med